# The Innocence of Ruth
The Innocence of Ruth è un film muto del 1916 diretto da John H. Collins.

## Trama
La giovane Ruth Travers, rimasta orfana dopo la morte di suo padre rovinato finanziariamente da Mortimer Reynolds, viene accolta in casa da Jimmy Carter, un giovane milionario che diventa il suo tutore. Reynolds, però, ha delle mire sulla ragazza che un giorno tenta di violentare. Jimmy, accorso in suo aiuto, viene buttato fuori. La polizia, che ricerca Reynolds per contraffazione, ha uno scontro a fuoco con il delinquente che resta ucciso. Ruth può tornare da Jimmy: i due giovani, che si sono resi conto di essersi innamorati, iniziano una nuova vita insieme.

## Produzione
Il film fu prodotto dalla Edison Company.

## Distribuzione
Distribuito dalla Kleine-Edison Feature Services, il film uscì nelle sale cinematografiche statunitensi il 26 gennaio 1916.